# Carabus ajax
Carabus ajax este o specie de insecte coleoptere din genul Carabus, familia Carabidae. Denumirea științifică a speciei a fost publicată pentru prima dată în 1933 de către Breuning. 